# Bersöglisvísur
Bersöglisvísur (español: versos de sinceridad, versos abiertos o versos de retórica sencilla) es un poema escáldico compuesto en Islandia por el escaldo Sigvatr Þórðarson.
El poema se entregó al Magnus I de Noruega como forma de intervención política o toque de atención de los bóndi (pequeños terratenientes) que contribuyeron a la derrota de Olaf II el Santo, padre del rey.
Sigvatr alentó al joven rey a mostrar indulgencia hacia los campesinos. Las estrofas de Bersöglisvísur representan el cambio emocional del rey como el resultado inevitable de un largo proceso de consejos persistentes.